# Albert Tomàs
Albert Tomàs (sinh ngày 19 tháng 12 năm 1970) là một cầu thủ bóng đá người Tây Ban Nha.

## Sự nghiệp câu lạc bộ
Albert Tomàs đã từng chơi cho Vissel Kobe.

## Thống kê câu lạc bộ

### J.League
| Đội         | Năm       | J.League | J.League | J.League Cup | J.League Cup | Tổng cộng | Tổng cộng |
| Đội         | Năm       | Trận     | Bàn      | Trận         | Bàn          | Trận      | Bàn       |
| ----------- | --------- | -------- | -------- | ------------ | ------------ | --------- | --------- |
| Vissel Kobe | 1998      | 17       | 1        | 3            | 1            | 20        | 2         |
| Tổng cộng   | Tổng cộng | 17       | 1        | 3            | 1            | 20        | 2         |